# Callithrix mauesi
Callithrix mauesi är en primat i släktet silkesapor som förekommer i Amazonområdet. Den tillhör undersläktet Mico som ibland godkänns som självständigt släkte.

## Utseende
Hos de exemplar som ingick i artens ursprungliga beskrivning var hannar 19,8 till 22,6 cm långa (huvud och bål) med en svanslängd av 34,1 till 37,6 cm och en vikt av 315 till 375 g. Honor var med en kroppslängd (huvud och bål) av 21,1 till 22,6 cm, en svanslängd av 33,9 till 35,6 cm och en vikt av 390 till 405 g ungefär lika stora. Pälsens grundfärg är svartaktig och några individer har bruna fläckar eller breda strimmor på ovansidan. Ungar har vanligen silvergråa hår vid tinningen som ibland är kvar hos vuxna djur. Nosens spets är bara glest täckt med hår och där finns rosa hud. På den svarta svansen förekommer ofta silvergråa skuggor som bildar ringer. Arten har liksom andra silkesapor som är nära släkt med Callithrix humeralifera tofsar på öronen. De bildas hos Callithrix mauesi av raka hår. Undersidan är täckt av ljusare päls med en orangebrun skugga.

## Utbredning, habitat och ekologi
Utbredningsområdet begränsas av Rio Maués-Açu i öst, av Rio Urariá i norr och av Rio Abacaxis i väst. Alla är bifloder till Amazonfloden. Callithrix mauesi vistas i ursprungliga regnskogar och den har även påträffats i återskapade skogar.
Allmänt har arten samma levnadssätt som andra silkesapor. Den går på fyra fötter över grenar och kan göra korta hopp. Honor har två ungar per kull.